# Bandoleros (canção)
Bandoleros é uma canção do artista porto-riquenho de reggaeton Don Omar com o artista porto-riquenho Tego Calderón. Lançada em 2005 como o primeiro single de seu álbum de compilação Los Bandoleros, também foi apresentado no filme de 2006 The Fast and the Furious: Tokyo Drift. Tem sido referida como uma das canções inovadoras que trouxeram airplay de hip hop latino para os Estados Unidos.
A música foi posteriormente apresentada no filme de 2009 Fast & Furious e no filme de 2013 Fast & Furious 6.

## A música
Bandoleros é uma das canções que trouxe o airplay do  hip hop latino para os Estados Unidos. Tem Don Omar e Tego Calderón falando sobre o gênero reggaeton, e como eles estão neste ponto em sua reputação. Tego Calderón fala sobre seu respeito pelo Tempo, que estava na prisão e teve muitos inimigos, e acabou reconquistando o respeito de outros rappers.
Omar disse à Billboard que escreveu a música em 2004, numa época de sua vida em que estava recebendo publicidade negativa. Ele acrescentou que Calderón foi o único músico de seu gênero que esteve ao seu lado durante o processo judicial em Porto Rico.

## Videoclipe
O videoclipe mostra Don Omar em um carro falando ao celular e Tego Calderón fazendo rap nas ruas sobre sua reputação.

## Paradas musicais
| Parada musical (2005)              | Posição de pico |
| ---------------------------------- | --------------- |
| Canções tropicais da Billboard dos | 12              |
| Canções latinas da Billboard dos   | 18              |
| US Billboard Latin Rhythm Airplay  | 10              |

## Outras versões e covers
A música para esta canção é usada no "Fiji Gunda" de Pacifik.